# Presqu'ile Provincial Park
Presqu'ile Provincial Park är en park i Kanada.   Den ligger i provinsen Ontario, i den sydöstra delen av landet, 230 km sydväst om huvudstaden Ottawa. Presqu'ile Provincial Park ligger 85 meter över havet.
Terrängen runt Presqu'ile Provincial Park är huvudsakligen platt, men åt nordväst är den kuperad. Närmaste större samhälle är Trenton, 15,9 km nordost om Presqu'ile Provincial Park. 